# سد جره (دوران ساسانی)
سد جره مربوط به دوره ساسانیان است و در شهرستان کازرون، بخش حره و بالان ـ روستای جره واقع شده و به عنوان یکی از آثار ملی ایران به ثبت رسیده است.
این اثر بر اثر آبگیری سد جره (دوران جدید) به طور کامل تخریب گردید.